# Семь нот в темноте
«Семь нот в темноте» (итал. Sette note in nero) — итальянский фильм ужасов 1977 года режиссёра Лучо Фульчи. Премьера фильма состоялась 19 августа 1977 года.

## Сюжет
Женщина, терзаемая мучительными предчувствиями и видениями, которые предрекают смерть её знакомых, разрушает часть стены в доме мужа и находит там скелет. Вместе со своим психиатром она пытается разобраться кто это может быть. В то же время в попытках понять природу своего ужасного дара она вспоминает своё детство, когда её мать прыгнула в пропасть и, видимо, погибла. Это воспоминание окажется вовсе не случайным.

## В ролях
- Дженнифер О’Нил — Вирджиния Дуччи
- Джанни Гарко — Франческо Дуччи
- Ида Галли — Глории Дуччи
- Габриэле Ферцетти — Эмилио Роспини
- Марк Порель — Луки Фаттори

## Производство фильма
Идея съёмок подобного, как говорил Лучо Фульчи, полностью фантастического фильма зародилась у последнего, когда один из его прошлых фильмов под названием Соблазнённый болью имел большой успех в Италии. Однако, уже имея готовый сценарий на руках, Фульчи не мог приступить к съёмкам фильма из-за жанровых разногласий с продюсерами Антонио и Аурелио Де Анджелисов. Тем не менее впоследствии Фульчи знакомится с продюсером Фульвио Фрицци, который способствовал реализации идей Фульчи.
Фульчи называет этот фильм как очень им любимый, но в то же время довольно сложный. Также он называет его поворотным в своей карьере, обозначая его как первый шаг в мистическое кино.
По словам Фульчи, фильм завоевал расположение у молодёжи.

### Специальные эффекты
Съёмка сцены, в которой женщина падает с утёса, производилась с использованием реальной женщины, манекена и пластмассовой куклы. В то время как можно видеть общий план падения тела - используется манекен, при среднем плане - реальная актриса (она движется по специально созданным рельсам), при крупном плане ударения о камень - пластмассовая кукла.